# 忘れないよ (青山テルマの曲)
「忘れないよ」（わすれないよ）は、2009年8月5日にリリースされた青山テルマの7枚目のシングル。

## 解説
- リチャード・ギア主演のアメリカ映画『HACHI 約束の犬』の日本語版主題歌に使用された。同エンディングテーマ「忘れないよ (Acoustic Version)」も収録されている。
- 初回限定盤は「忘れないよ」PVを収録したDVD付き。
- PVに出演しているのは石原さとみ、川村陽介、橋本智哉。
- PVに登場する車のナンバープレートは「青山400 て ・8-05」となっている。

## 収録曲
1. 忘れないよ(4:43) 
作詞：MOMO“mocha”N.、作曲：MOMO“mocha”N./ U-Key zone
2. Don't Stop(3:35) 
作詞：dee.c／SHIZUKA、作曲：dee.c／SHIZUKA
3. 忘れないよ (Instrumental)(4:43)
4. Don't Stop (Instrumental)(3:32)
5. 忘れないよ (Acoustic Version)(5:10)